# Zdenka Samish
Zdenka Samish ( en hebreo: זדנקה סמיש‎   , también deletreado Samisch ) (13 de marzo de 1904 - 8 de marzo de 2008) fue una investigadora checo-israelí de tecnología alimentaria. Fue una de las primeras investigadoras agrícolas en la Palestina del Mandato y luego en Israel, y estudió métodos para el procesamiento industrial de frutas y verduras, el enlatado y la infestación de alimentos. Sus investigaciones se publicaron en numerosas revistas especializadas. Fue directora del Departamento de Tecnología Alimentaria de la Estación de Investigación Agrícola (Centro Volcani) de Rejovot desde principios de la década de 1950 hasta 1969.

## Primeros años de vida y educación
Zdenka (Devorah) Kohn nació en Praga, hija de Otto y Vilma Kohn. Activa en el movimiento juvenil sionista, emigró a Palestina en 1924. En 1926, ella y su marido, Moshe Rudolf Samish, también oriundo de la República Checa, fueron a California para completar sus estudios en la UC Davis y UC Berkeley. Se licenció en 1931 en la UC Davis y obtuvo un máster en ciencias domésticas en 1933 en la UC Berkeley; su tesis de máster versó sobre "El efecto del exceso de viosterol y del extracto de paratiroides en los tejidos de las ratas".

## Carrera profesional
En 1934 la pareja regresó a Palestina y ella comenzó a trabajar como química en una fábrica de conservas de frutas en Rejovot. En 1937 se incorporó a la estación de investigación experimental de esa ciudad, y en 1946 fue nombrada directora del laboratorio de conservas de frutas y verduras. En 1949 se convirtió en instructora de la Facultad de Agricultura de la Universidad Hebrea de Jerusalén, en Rejovot, en materia de tecnología alimentaria. A partir de 1951 se convirtió en directora de tecnología alimentaria en la Estación de Investigación Agrícola de Rejovot.

## Investigación
En 1946, Samish recibió una subvención del gobierno del Mandato para desarrollar métodos de producción de zumos y concentrados de cítricos. En 1947 recibió una patente estadounidense para la fabricación de pasta de cítricos secos (cuero de fruta).
Otros proyectos de investigación fueron un estudio conjunto estadounidense-israelí sobre los microorganismos presentes en la pulpa de frutas y verduras; técnicas para exprimir aceitunas y producir aceite de oliva; producción de pasta de tomate; procesamiento industrial de patatas y melocotones; y congelación y deshidratación de verduras. Su investigación sobre los "bloaters" (pepinos que flotan en la superficie en lugar de permanecer en la salmuera durante el proceso de encurtido) se publicó en las publicaciones estadounidenses Science News y Organic Gardening and Farming.
Samish trabajó como consultora en comités de planificación para la producción de alimentos y ayudó a elaborar normas para productos alimenticios en instituciones de Israel y el extranjero. También introdujo el tema de las conservas en las escuelas de agricultura de Israel.
Aunque se jubiló en 1969, continuó sus investigaciones en el Centro Volcani durante varios años más. Fue nombrada representante oficial del Consejo de Frutas del Ministerio de Agricultura en 1979.

## Premios y honores
En 1992 fue honrada como Investigadora Agrícola Digno ( en hebreo: יקיר המחקר החקלאי‎   ) por ser una de las primeras investigadoras agrícolas en la Palestina del Mandato. En 1996 fue distinguida como Ciudadana Digna de la Ciudad de Rejovot.

## Vida personal
Ella y su marido, el doctor Moshe Rudolf Samish (1904-1975), tuvieron dos hijos. Trabajó en la estación de investigación experimental de Rejovot en el ámbito de las plantaciones, como directora de la División de Pomología y Viticultura en la Estación de Investigación Agrícola (Centro Volcani), y como profesora en la Facultad de Agricultura de la Universidad Hebrea de Jerusalén en Rejovot.
Zdenka Samish murió el 8 de marzo de 2008, menos de una semana antes de cumplir 104 años, y fue enterrada junto a su esposo en el antiguo cementerio de Rejovot.